# Egbert Bülles
Egbert Bülles (* 1946 in Langenfeld) arbeitete bis zu seiner Pensionierung als Oberstaatsanwalt in Köln mit dem Schwerpunkt Organisierte Kriminalität.

## Leben und Wirken
Egbert Bülles wuchs als eines von sechs Kindern eines Regierungsdirektors in Aachen auf, besuchte das altsprachliche Kaiser-Karls-Gymnasium, bevor er ein Studium der Rechtswissenschaft in Bonn absolvierte.
Bülles hat zwei Söhne und lebt mit seiner Frau in Bonn. Er ist Mitglied der katholischen Studentenverbindung K.D.St.V. Alania Bonn im Cartellverband der katholischen deutschen Studentenverbindungen.

## Tätigkeit
Mitte der 1990er Jahre unterstützte Bülles für einige Monate in Potsdam die dortige Staatsanwaltschaft und trug dort belastende Unterlagen zu den Vorwürfen über angebliche Stasi-Kontakte des ehemaligen brandenburgischen Ministerpräsidenten/Bundesverkehrsministers Manfred Stolpe zu einer 154 Seiten umfassenden Akte zusammen.
Seit zwei Jahrzehnten beteiligt sich Bülles als Jurist am Kampf gegen Organisierte Kriminalität. Sein Spezialgebiet ist der Menschenhandel, wo er internationalen Ruf genießt. Im September 2001 wurde er in die Ermittlungen des Bundesgrenzschutzes gegen ukrainische Schleuser aus Köln-Kalk einbezogen. Bülles und sein zehnköpfiges Team erreichten schließlich die Verurteilung eines ukrainischen Schleusers und einer Person, die die umstrittenen Carnet des Passages zur Erlangung der Visa gestellt hatte.
Bei diesen Prozessen in den Jahren 2004 und 2005 kritisierte Bülles heftig die aus seiner Sicht mangelhafte Zusammenarbeit des Auswärtigen Amtes mit seiner Dienststelle. So seien ihm angeforderte Unterlagen erst nach etlichen Monaten und Drohung mit Hausdurchsuchung zugeleitet worden. Die Mitarbeiter des Auswärtigen Amtes erhielten nur sehr eingeschränkte Aussagegenehmigungen seitens ihrer Dienststelle. In einem Fernsehinterview kritisierte er daraufhin die Vorgänge mit der Bemerkung: „Quasi unter den Augen und mit Hilfe der Ministerien hat man im größten Stil Schleuserkriminalität durchgeführt.“. Daraufhin beschwerte sich der Staatssekretär im Bundesinnenministerium, Lutz Diwell beim Kölner Generalstaatsanwalt Georg Linden und bat um disziplinarrechtliche Überprüfung. Das Disziplinarverfahren wurde aufgrund zahlreicher Tatsachen, die Bülles vorlegte, schon kurz darauf eingestellt. Bei der Anhörung eines Zeugen aus dem Auswärtigen Amt 2005 erklärte Bülles, dieser erinnere ihn „an die Nazi-Verbrecher, die auch von nichts gewusst“ hätten, worauf der Vorsitzende Richter, Hoeppner, lediglich eine leichte muendliche Ruege aussprach.
Vor dem Visa-Untersuchungsausschuss des Deutschen Bundestages in Berlin trat Bülles 2005 als Zeuge auf.
Aus Ärger über den damaligen Generalsekretär der CSU, Gerold Tandler, trat Bülles 1983 aus der CDU aus, weil Tandler die Staatsanwälte in Bonn, die den Flick-Parteispendenskandal aufdeckten, als Terroristen beschimpfte. Den Vorschlag des CSU-Vorsitzenden des Visa-Untersuchungsausschusses Hans-Peter Uhl, Bülles wegen seiner Zivilcourage im Umgang mit den politisch Mächtigen für das Bundesverdienstkreuz vorzuschlagen, kommentierte Bülles vor Kollegen: „Ich lasse mich von niemandem instrumentalisieren.“
Bülles wurde im März 2012 pensioniert. Im Jahr 2013 zog er in seinem Buch „Deutschland – Verbrecherland? Mein Einsatz gegen die organisierte Kriminalität“ eine Bilanz seiner mehr als 30-jährigen Tätigkeit als Staatsanwalt.